# USS Frazier (DD-607)
USS Frazier (DD-607) – niszczyciel typu Benson. Został odznaczony dwunastoma battle star za służbę w czasie II wojny światowej.